# 三段峡温泉
三段峡温泉（さんだんきょうおんせん）は、広島県山県郡安芸太田町柴木にある温泉。温泉名は近くの三段峡に因む。

## 泉質
- 単純弱放射能冷鉱泉[1]
  - 泉温　12.6℃

源泉は柴木（三段峡温泉）で湧出量は13L/分である。

## 温泉街
国の特別名勝・三段峡の入り口付近に温泉地が広がる。温泉街は形成されておらず、温泉地の規模は極めて小さい。
旅館が2軒存在する。日帰り入浴は2軒とも可能。
旅館
- 三段峡ホテル
- 川本旅館

## 歴史
昭和4年（1929年）に、髙下常市氏が旅館「峡南館」（のちの三段峡ホテル）を開業させたのが、開湯のきっかけとされる。

## アクセス
- JR可部線可部駅よりバスで90分、バス停終点「三段峡」下車。

- 広島バスセンターからバスで130分。バス停終点「三段峡」下車。

- 中国自動車道戸河内ICより国道191号経由、車で12分。